# Hage
Hage (Oost-Fries: Haag) is een gemeente in de Duitse deelstaat Nedersaksen. De gemeente ligt in de regio Oost-Friesland en is de hoofdplaats van de Samtgemeinde Hage, behorend bij de Landkreis Aurich. Hage telt 6.369 inwoners.
Hage ligt als straatdorp op een voormalige zeedijk, een van de oudste zeedijken langs de Oost-Friese Noordzeekust. Aan de noordelijke rand grenst de gemeente aan de geestgronden tussen Norden en Arle.
De huidige gemeente Hage bestaat uit de voormalig zelfstandige gemeenten Hage, Berum en Blandorf-Wichte, een dubbeldorp op resp. 3 en 2 km ten oosten van Hage zelf. Berum ligt daartussenin.
Hage is een woonforensengemeente, waar het toerisme verder de belangrijkste bron van inkomsten is.

## Geschiedenis
Zie ook: Berum; Samtgemeinde Hage.
Hage ontstond, evenals het minder belangrijke Blandorf en Wichte,  in de middeleeuwen. Hage lag aan een reeds in de bronstijd gebruikt pad, dat in de 12e eeuw een handelsweg werd. Achtereenvolgens de benedictinessen en dominicanen hadden er een klooster. De oudste vermelding van het dorp Hage wordt rond 1410 gedateerd. In de 15e eeuw had een lokaal adellijk geslacht Hinkena ten oosten van het huidige dorp een kasteel. Hiervan is nog een fragment bewaard gebleven. Ook de naburige plaats Berum werd bekend om twee kastelen (Borg Berum; Kasteel Nordeck). 
In 1656 verleenden de heren van het Graafschap Oost-Friesland aan Hage het marktrecht (twee markten per jaar). Hage werd zodoende van een dorp tot een vlek. Een periode van bloei brak aan, die echter wreed werd afgebroken door de Kerstvloed van 1717, die in geheel Oost-Friesland aan veel mensen en boerderijdieren het leven kostte en zeer grote schade aanrichtte. 
In 1817 werd een verharde straat van Hage naar Norden aangelegd, hetgeen een belangrijke verbetering van de bereikbaarheid betekende. Van 1883 tot 1983, voor goederentreinen tot 1986, had Hage een spoorwegaansluiting met Norden en Dornum, de Ostfriesische Küstenbahn. Op het traject rijden thans in de zomer nog af en toe toeristische treintjes. 
In de Eerste Wereldoorlog was er te Hage tijdelijk een zeppelin-haven in het dorp aanwezig, bedoeld voor luchtaanvallen op Engeland. In 1921 werd deze afgebroken.
Na de Tweede Wereldoorlog groeide Hage sterk, o.a. door de vestiging van woonforensen met een werkkring in Emden, en doordat het het bestuurscentrum van de in 1972 gevormde Samtgemeinde werd.

## Bezienswaardigheden
- De in het begin van de 13e eeuw gebouwde, aan Ansgarius gewijde dorpskerk, de evangelisch-lutherse Ansgarikirche, is van binnen zeer bezienswaardig. De kerk bezit een omstreeks 1783 voltooid orgel, gemaakt door Dirk Lohmann. Het altaar is voorzien van kunstwerken uit de late 15e, 16e en 17e eeuw, die onder andere de kruisweg van Jezus uitbeelden. Verscheidene inventarisstukken van de kerk zijn afkomstig uit in de loop der eeuwen verdwenen kloosters, waaronder dat van Coldinne. De scheve toren van de kerk dateert van rond 1250.
- De windmolen van Hage, een na brand in 1880 herbouwde achtkante stellingmolen, staat bovenop een gebouw van 5 verdiepingen en is met 30,20 meter de hoogste "Hollandse" windmolen van Duitsland. De molen is niet meer maalvaardig.
- Het Magda-Heyken-Haus in Hage is een bescheiden streekmuseum. Het was het woonhuis van de lerares en dorpshistorica Magda Heyken (1895–1972), die een groot deel van de collectie aanlegde.
- In de zomer: toeristische treinritten op de Ostfriesische Küstenbahn, die te Hage een halteplaats heeft
- Hage wordt door bossen, deels bij de omliggende kasteeltjes horende, omgeven. Het naburige Berumbur beschikt over een groot vakantiehuisjespark rondom een meertje.

## Galerij

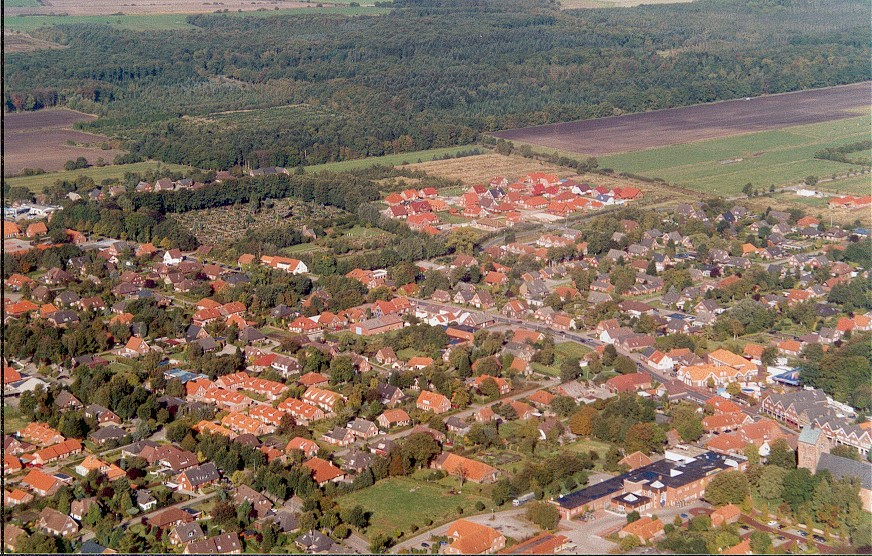
Luchtfoto van Hage
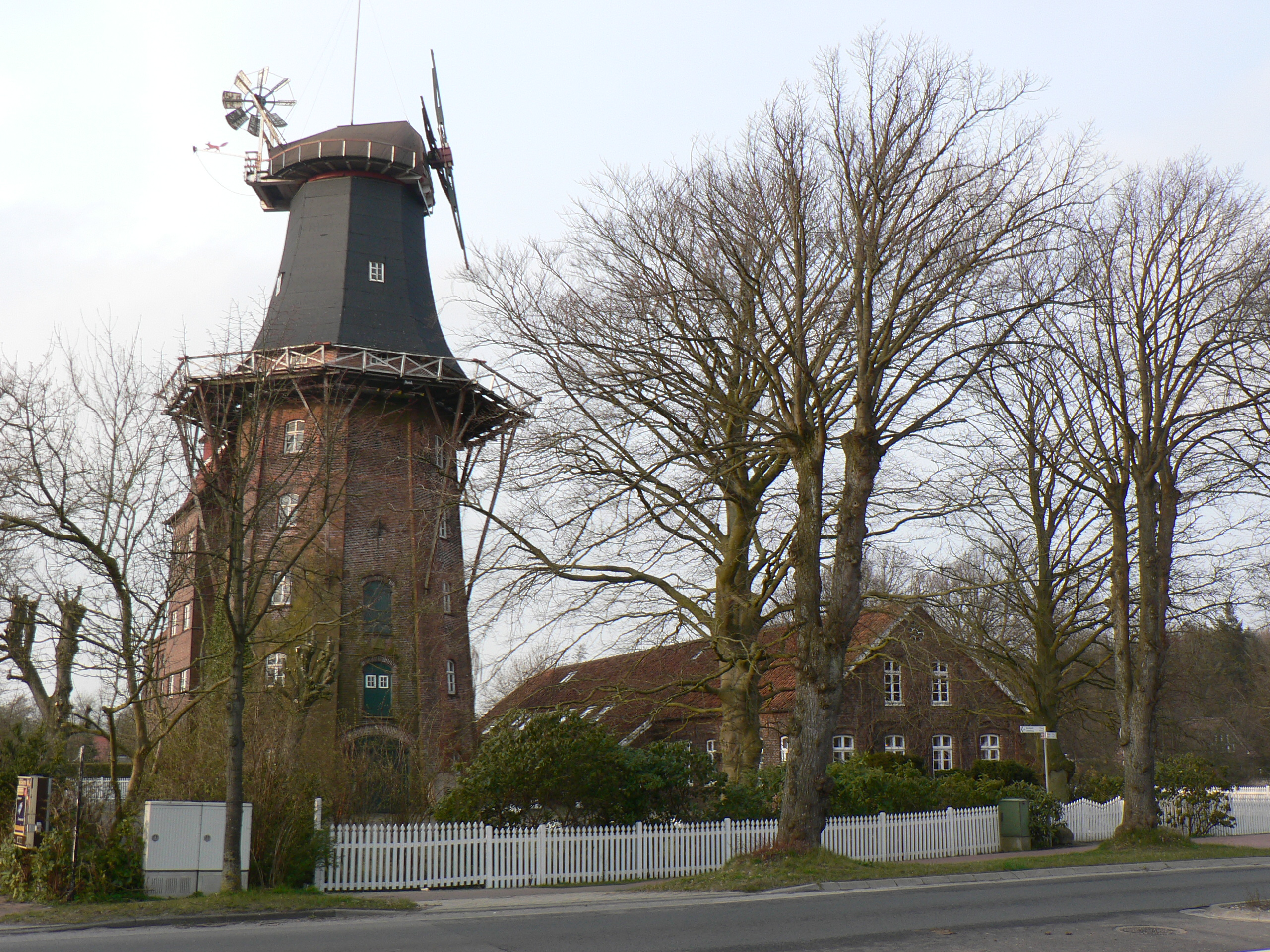
Molen te Hage
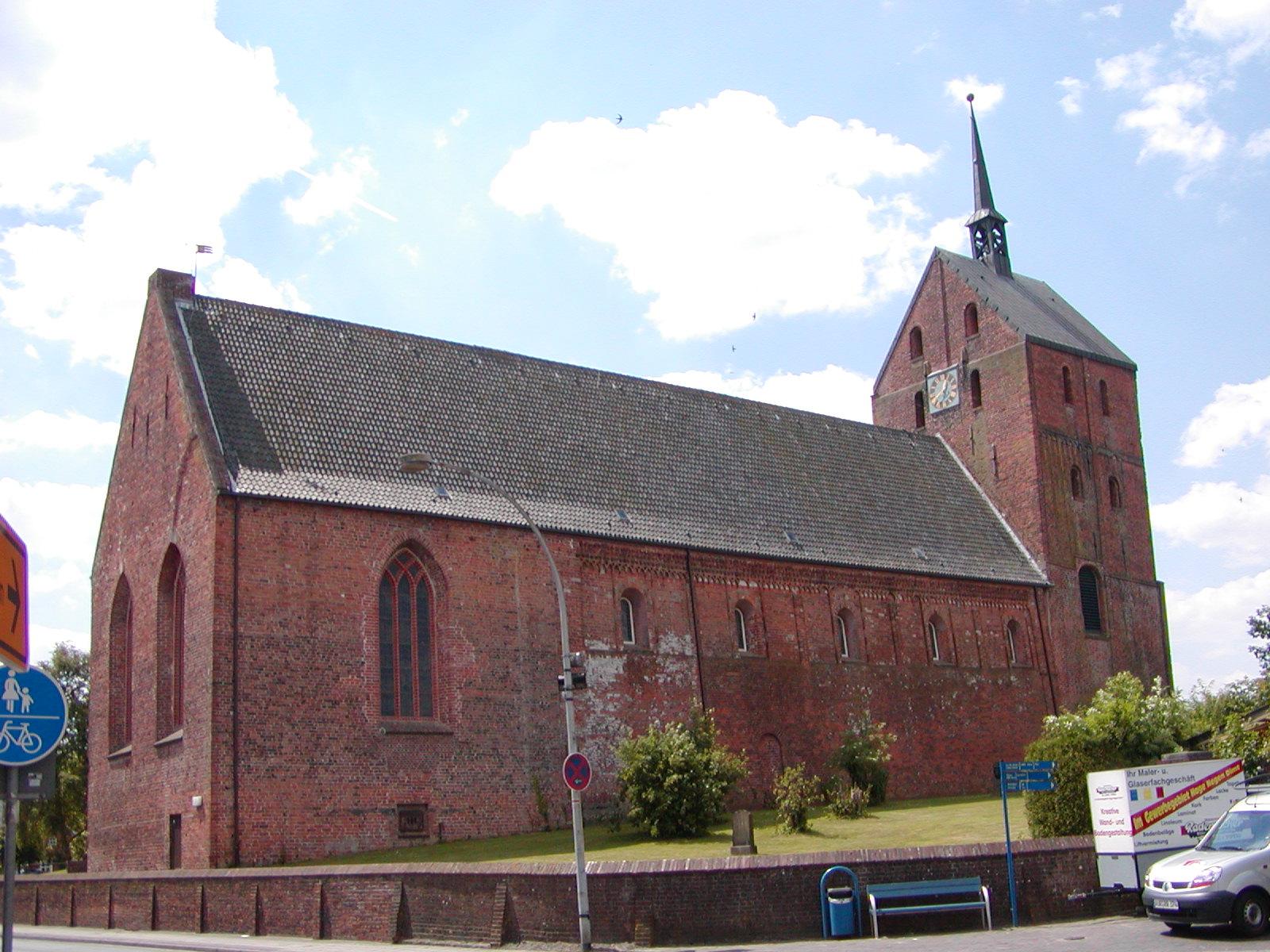
Lutherse St. Ansgari-kerk, Hage
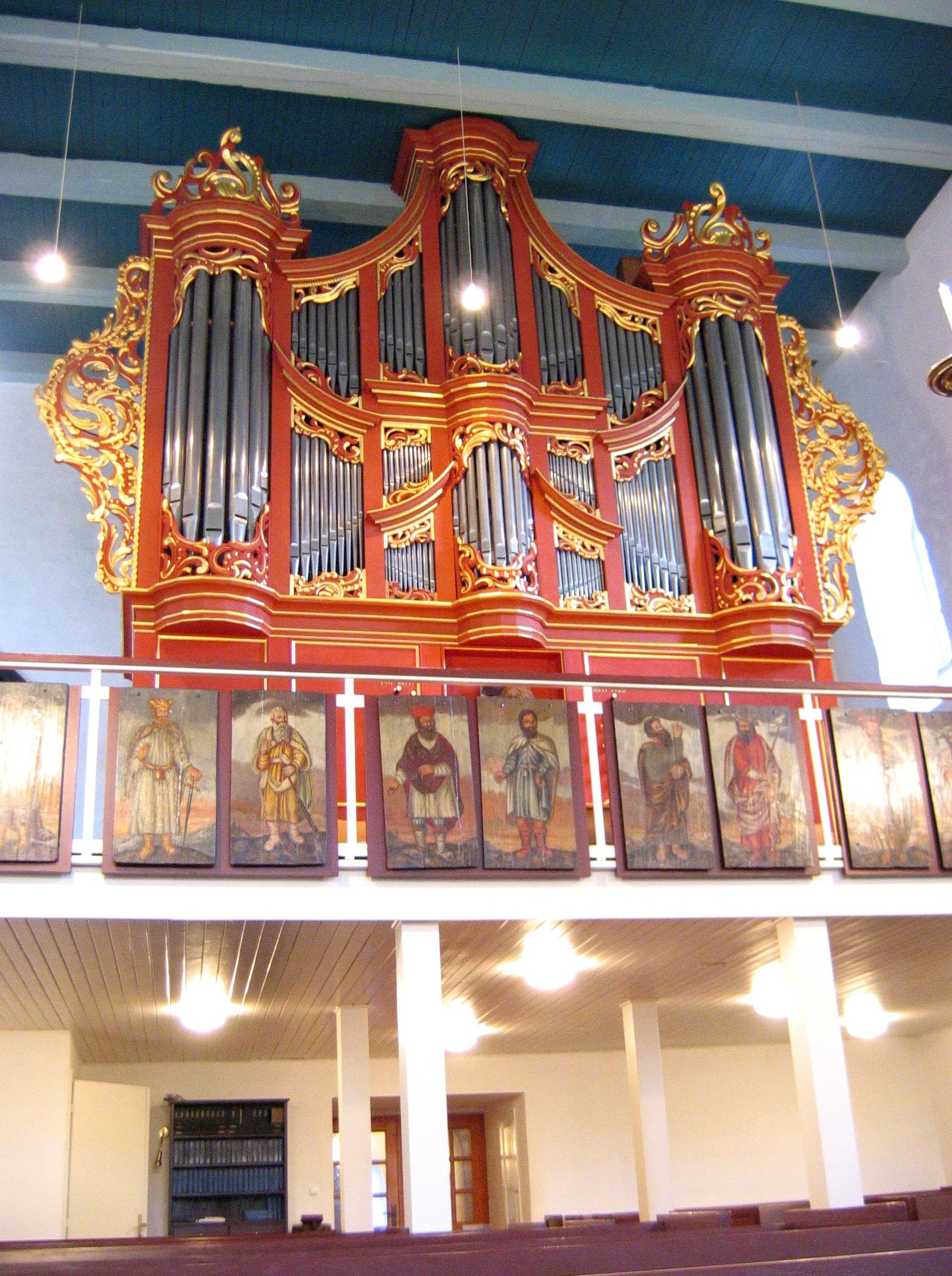
Lohman-orgel in deze kerk
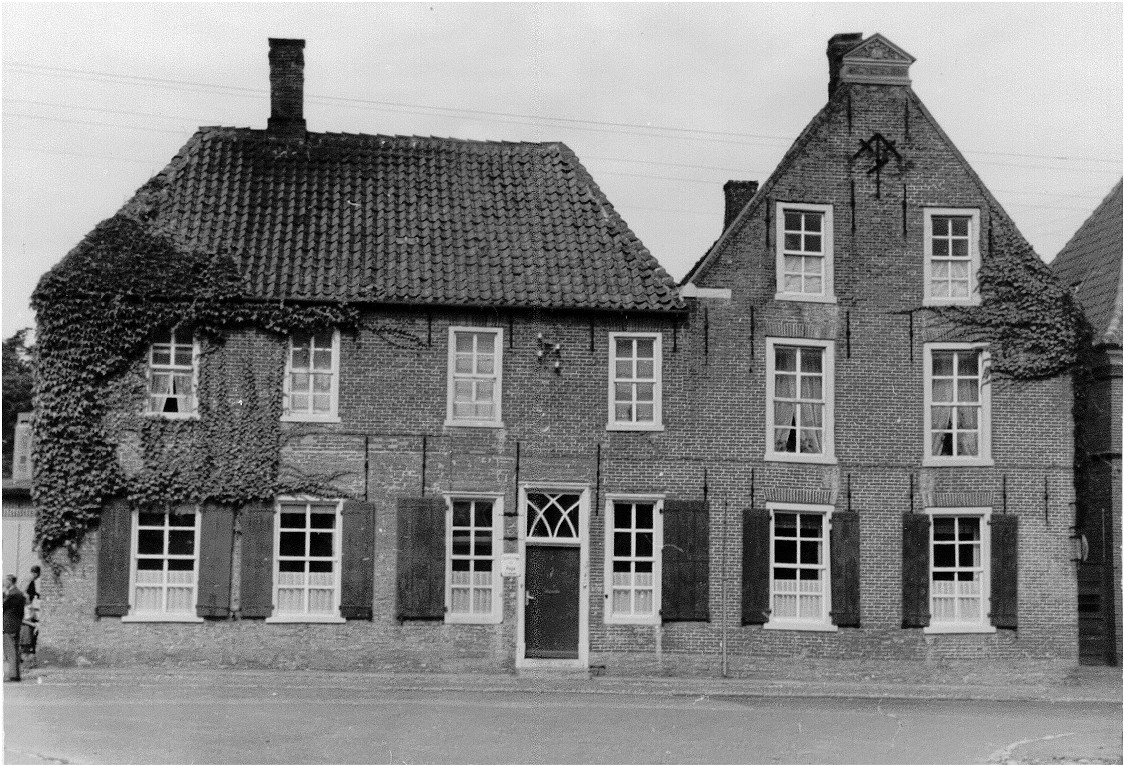
Het oude raadhuis
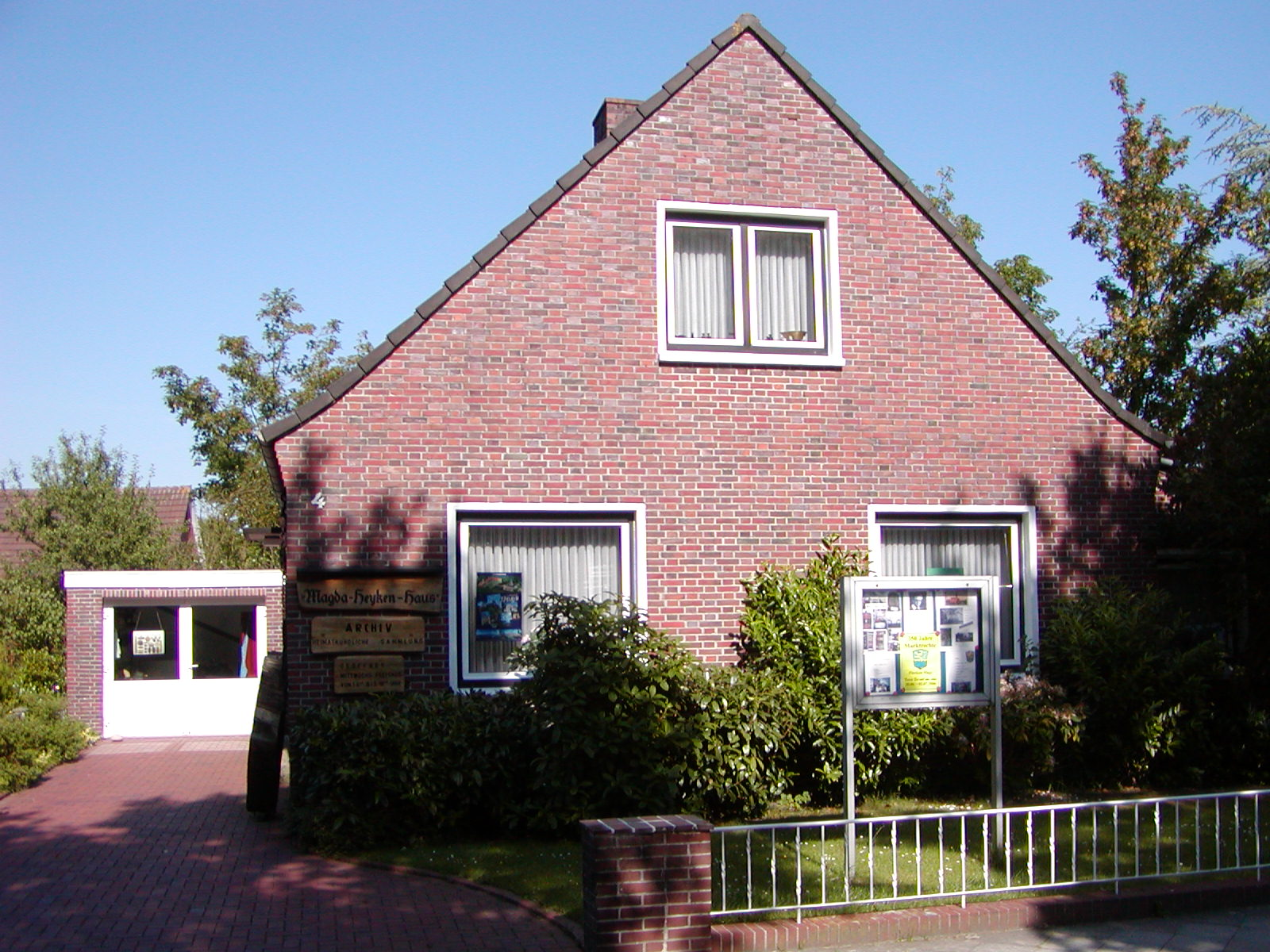
Magda-Heyken-Haus

## Belangrijke personen in relatie tot Hage

### Geboren te Hage
- Johan Diedrich Deiman (Duits: Johann Diederich Deimann) (9 april 1731 – Amsterdam, 9 april 1783), luthers theoloog en dominee
- Johan Rudolph Deiman  (29 augustus 1743 – Amsterdam, 15 januari 1808), arts en scheikundige

### Overigen
- Dieter Eilts (Upgant-Schott, 13 december 1964), voormalig Duits voetballer en voetbaltrainer, speelde van zijn 6e tot zijn 20e jaar bij de amateurvoetbalclub SV Hage te Hage.

- Gemeinsame Normdatei: 4196704-5
- MusicBrainz: 6be5dc19-0a4b-4702-ae69-66045edc04ed
- Virtual International Authority File: 240862958